# Хирам
Вижте пояснителната страница за други личности с името Хирам.
Хирам I Велики е финикийски цар на Тир (град) и Бибъл (969 г. пр.н.е. – 936 г. пр.н.е.), съвременник на Давид и Соломон, с които според библейската легенда е бил в приятелски съдружнически отношения и в династичен съюз. Свързва се в този смисъл, пак легендарно и вече и в масонски план, с легендарния персонаж Хирам Абиф.
Хирам е син и наследник Абибаал, живял 53 години и починал след 34-годишно царуване. По време на неговото царуване, финикийската столица Тир достига зенита на своята мощ и просперитет. Авибаал издига огромните сгради и укрепления на острова на Тир, за да получи зад този вал Финикия своя защитен бастион, възстановява древните светилища на Ваалите от кедрово дърво и издига нови храмове на Мелкарт и Астарта, като прави богати жертвоприношения в главния храм на Баал-Шамин, като издига двете златни колони на входа на Храма подобни на херкулесови стълбове, които удивлявали дори Херодот.
Хирам воюва с китийците (древните жители на Кипър), покорявайки отново под своя и на Финикия власт острова, като налага хегемонното положение на Тир във Финикийския родствен съюз, разпростирайки властта си и тази на Тир и над съседния Сидон. Същевременно Хирам според легендарни библейски сведения, изпраща кедров материал, дърводелци и строители на Давид, за да издигне последния легендарния Соломонов храм в Йерусалим (2 Цар. V, 11; 1 Парал. XIV, 1).
Хирам е познат в археологическата наука най-вече със саркофага на цар Ахирам, съхраняван днес в ливанския национален музей в Бейрут. По отношение на съркофага съществува и мнение, че той е сравнително късно майсторско дело от периода VI – IV век пр.н.е., от времето на Ахеменидите. Хирам е споменат и в „Юдейски древности“ от Йосиф Флавий.